# Estadio de Fútbol Panamericano Parque del Este
Es un estadio ubicado en la ciudad de Santo Domingo, República Dominicana que es utilizado principalmente para la práctica del fútbol y tiene una capacidad aproximada para albergar a 3500 espectadores sentados. 
El estadio Panamericano del Parque del Este fue construido en el año 2003 para celebrar la serie regular de los XV juegos Panamericanos Santo Domingo 2003.
En este torneo participaron las selecciones de fútbol de Argentina , Brasil, Colombia, República Dominicana, México, Cuba, Paraguay y Guatemala